# Barrio Nochtitla
Barrio Nochtitla är en ort i Mexiko.   Den ligger i kommunen Milpa Alta och delstaten Distrito Federal, i den sydöstra delen av landet, 26 km söder om huvudstaden Mexico City. Barrio Nochtitla ligger 2 460 meter över havet och antalet invånare är 442.
Terrängen runt Barrio Nochtitla är lite bergig. Runt Barrio Nochtitla är det tätbefolkat, med 411 invånare per kvadratkilometer. Närmaste större samhälle är Iztapalapa, 17,0 km norr om Barrio Nochtitla. Trakten runt Barrio Nochtitla består till största delen av jordbruksmark.